# 239672 SOFIA
239672 SOFIA è un asteroide della fascia principale. Scoperto nel 2008, presenta un'orbita caratterizzata da un semiasse maggiore pari a 2,851332 UA e da un'eccentricità di 0,095129, inclinata di 10,287140° rispetto all'eclittica.
Fa parte della famiglia di asteroidi 1993 FY12.
Lo Stratospheric Observatory for Infrared Astronomy (SOFIA) è stato un progetto nato da una collaborazione 80-20 tra NASA e DLR per costruire e mantenere un osservatorio aereo. 